# Komsomol
Komsomol (rusko Комсомол) je zloženka iz polnega ruskega naziva Kommunističeskij sojuz molodeži (Коммунистический союз молодёжи oziroma v slovenskem prevodu Zveza komunistične mladine). Organizacija je bila ustanovljena 29. oktobra 1918. Leta 1922 so njeno ime spremenili v »Vsesovjetska leninistična komunistična zveza mladine«, ime Komsomol je ostalo. Organizacija je formalno skupaj s pionirsko organizacijo predstavljala podmladek Komunistične partije Sovjetske zveze, vanjo so morali biti včlanjeni vsi mladinci. Najvišja starost pripadnikov komsomolcev je bila 28 let, funkcionarji organizacije so lahko bili starejši. 
Mladi jugoslovanski komunisti so bili po sovjetskem zgledu združeni v organizacijo pod imenom SKOJ (srbohrvaška kratica za Savez komunističke omladine Jugoslavije; v slovenskem prevodu Zveza komunistične mladine Jugoslavije (1919–1949)), ki se je kasneje združila v množično mladinsko organizacijo, nazadnje (od 1974) imenovano Zveza socialistične mladine Jugoslavije (ZSMJ; srbohrvaško SSOJ), v Sloveniji pa je bila Zveza socialistične mladine Slovenije (ZSMS).